# Sofia Karlsson
Sofia Karlsson (Enskede, 25 marzo 1975) è una cantante svedese.
Nel 2002 debutta con Folk Songs, pubblicato dalla label indipendente Bonnier Amigo Music Group. Nel 2005, Sofia Karlsson pubblica il suo secondo album in studio, Svarta ballader, che raggiunge la sesta posizione e resta per 54 settimane non consecutive nell'arco di più di due anni tra il marzo 2005 e il maggio 2007 nella classifica svedese. Due anni dopo, esce Visor från vinden: il suo terzo lavoro si rivela quello di maggior successo, raggiungendo il secondo posto tra gli album in Svezia. Nel 2009, Sofia Karlsson produce il suo quarto album, il primo non legato all'etichetta Amigo. Anche il quarto prodotto di Karlsson, Söder om kärleken, pubblicato da Playground Scandinavia – sussidiaria della label Edel AG –, entra nella chart svedese fermandosi al quarto posto.
Sempre nel 2009, pubblica un EP per la Playground e una compilation con la Amigo: la raccolta, Det Allra Bästa 1999-2009, entra nella chart svedese raggiungendo il diciottesimo posto come picco massimo. Anche il suo quinto album in studio, Levande (2011), entra nella classifica svedese scalando la chart fino al decimo posto. In seguito ottiene un contratto con la Sonet, sussidiaria della Universal Music: con questa etichetta, pubblica Regnet faller utan oss nel 2014 e l'album, pur entrando direttamente alla posizione numero 2 in Svezia, non si mantiene in classifica per più di nove settimane. L'anno seguente, scaduto il contratto con la Sonet, Sofia Karlsson torna a produrre un album per la Playground, Stjärnenätter, sesto nella classifica degli album in Svezia.

## Discografia
Album in studio
- 2002 - Folk Songs
- 2005 - Svarta ballader
- 2007 - Visor från vinden
- 2009 - Söder om kärleken
- 2011 - Levande
- 2014 - Regnet faller utan oss
- 2015 - Stjärnenätter

EP
- 2009 - Norr om Eden

Raccolte
- 2009 - Det Allra Bästa 1999-2009